# Manuel Cardoso Pinto
Pas d'image ? Cliquez ici

a Compétitions nationales et continentales officielles uniquement.

b Matchs officiels uniquement.
Dernière mise à jour le 19 mars 2025.
Manuel Cardoso Pinto, né le 7 avril 1998, est un joueur portugais de rugby à XV qui évolue principalement au poste d'arrière. 

## Biographie
Fils d'un ancien de joueur de rugby, Manuel Cardoso Pinto se dirige dès l'enfance vers ce sport. Formé à l'AEIS Agronomia, il obtient à seulement 19 ans une première sélection internationale contre le Brésil. Dans la foulée, il participe au trophée mondial des moins de 20 ans avec la sélection portugaise qui arrive jusqu'en finale du tournoi,. Devenu un membre régulier de l'équipe sénior, il participe de nouveau au trophée mondial des moins de 20 ans en 2018 et y décroche cette fois-ci la médaille de bronze.
Dans la foulée, il décide de partir à l'étranger. Ne voulant pas entrer dans un centre de formation professionnel en France ou Angleterre, il choisit de vivre une expérience semi-professionnelle aux Pays-Bas. Il rejoint ainsi le RC DIOK basé à Leyde. Cette expérience s'avère concluante puisqu'il remporte le championnat national, avant de rentrer au Portugal reprendre ses études. Pour la saison suivante, il reporte les couleurs de l'AEIS Agronomia.
Son retour au pays s'accompagne aussi d'une montée en puissance avec la sélection portugaise. Il est désormais le titulaire du poste d'arrière, et se distingue en inscrivant trois essais lors du championnat d'Europe 2020. Ses bonnes prestations lui permettent de signer un contrat professionnel avec le RC Narbonne, de retour en Pro D2 en 2021.
Blessé en début de saison, il doit manquer les premiers matchs de son club. Positionné à l'aile, il fait ses débuts avec Narbonne lors de la 3e journée face à l'US Montauban. Il ne dispute ensuite que deux autres rencontres, toujours titularisé à l'aile, avant de quitter le club courant décembre. Ne s'adaptant pas et ayant le mal du pays, il décide en accord avec le club de rompre son contrat (signé jusqu'en 2023). Il retourne alors au sein de l'Agronomia.

## Statistiques

### En sélection
| Année | Compétition   | Matchs | Points | Essais | Transf. | Drops | Pénal. |
| ----- | ------------- | ------ | ------ | ------ | ------- | ----- | ------ |
| 2017  | Test          | 1      | 5      | 1      | -       | -     | -      |
| 2017  | RET 2017-2018 | 1      | -      | -      | -       | -     | -      |
| 2018  | RET 2017-2018 | 3      | 15     | 3      | -       | -     | -      |
| 2019  | RET 2018-2019 | 2      | -      | -      | -       | -     | -      |
| 2020  | REC 2020      | 4      | 15     | 3      | -       | -     | -      |
| 2020  | Test matchs   | 2      | 5      | 1      | -       | -     | -      |
| 2021  | REC 2020      | 1      | -      | -      | -       | -     | -      |
| 2021  | REC 2021      | 2      | -      | -      | -       | -     | -      |
| 2021  | Test matchs   | 2      | 5      | 1      | -       | -     | -      |
| 2022  | REC 2022      | 3      | 5      | 1      | -       | -     | -      |
| Total | Total         | 21     | 50     | 10     | -       | -     | -      |

| Essai | Adversaire | Lieu                                       | Compétition   | Date             | Résultat | Score |
| ----- | ---------- | ------------------------------------------ | ------------- | ---------------- | -------- | ----- |
| 1     | Brésil     | Stade du Pacaembu, São Paulo               | Test match    | 10 juin 2017     | Défaite  | 25-21 |
| 1     | Pays-Bas   | Stade universitaire de Lisbonne, Lisbonne  | RET 2017-2018 | 10 février 2018  | Victoire | 36-12 |
| 2     | Moldavie   | Complexul Sportiv Raional, Orhei           | RET 2017-2018 | 10 mars 2018     | Victoire | 10-29 |
| 1     | Belgique   | Stade universitaire de Lisbonne, Lisbonne  | REC 2020      | 1 février 2020   | Victoire | 23-17 |
| 1     | Russie     | Arena Baltika, Kaliningrad                 | REC 2020      | 22 février 2020  | Défaite  | 19-18 |
| 1     | Géorgie    | Stade Jean-Bouin, Paris                    | REC 2020      | 7 mars 2020      | Défaite  | 24-39 |
| 1     | Brésil     | Centro de Alto Rendimento do Jamor, Oeiras | Test match    | 28 novembre 2020 | Victoire | 33-13 |
| 1     | Canada     | Centro de Alto Rendimento do Jamor, Oeiras | Test match    | 6 novembre 2021  | Victoire | 20-17 |
| 1     | Géorgie    | Stade Mikheil-Meskhi, Tbilissi             | REC 2021      | 6 février 2022   | Nul      | 25-25 |